# 노가리 (영화)
《노가리》는 2021년에 개봉한 대한민국의 영화이다.

## 캐스팅
- 박민국 : 민국 역
- 서진원 : 진원 역
- 김은재 : 혜연 역
- 최현신 : 현우 역
- 임지호 : 지호 역
- 김우건 : 진영 역
- 조건호 : 건호 역
- 정의욱 : 도훈 역
- 강인정 : 낯선 여성 역
- 이영일 : 팀장 역
- 정현우 : 정 대리 역
- 강인정 : 벤치 녀 역
- 임명숙 : 진원 모 역
- 한나: 외국인 역

## 수상
- 2019년 제24회 부산국제영화제 후보 한국영화의 오늘 - 비전